# Stockport County FC
Stockport County FC är en fotbollsklubb i Stockport i England, grundad 1883. Hemmamatcherna spelas sedan säsongen 1902/03 på Edgeley Park. Klubben spelar sedan säsongen 2024/2025 i League One.
Klubben bildades som Heaton Norris Rovers. 1884 spelade klubben sin första match. Strax efter den matchen gick de ihop med en klubb med liknande namn, Heaton Norris. Den 24 maj 1890 ändrades namnet till Stockport County.
Klubben tog sig smeknamnet "The Hatters", vilket relaterar till Stockports historia som centrum för hattillverkning. Smeknamnet delar de med Luton Town. 1900 blev de invalda i The Football League för första gången, men 1904 blev de utröstade då de hamnat bland de tre sista under tre av fyra säsonger. Inför säsongen 1905/06 blev de återinvalda och lyckades då att hålla sig kvar i ligan fram till 2011 då de fick lämna sedan de slutat sist i fjärdedivisionen Football League Two. De hade då i flera år varit drabbade av stora ekonomiska problem som hotade klubbens existens.
Redan andra säsongen i Football Conference blev motståndet för svårt och klubben drabbades av ytterligare en nedflyttning, till Conference North. Trots nedflyttningen till nivå 6 inom Englands ligasystem för fotboll fortsatte Stockport County att attrahera en relativt stor supporterskara. Publiksnittet säsongen 2013/14 var 2 570, vilket var det klart bästa i Conference North och bättre än snittet för 20 av de 24 klubbarna i Football Conference.
Under sin tid i The Football League noterade sig Stockport County för den största segern i ligans historia; 13-0 mot Halifax Town den 6 januari 1934. Man ståtar även med ett mindre ärofullt rekord för minsta antalet betalande åskådare vid en match i The Football League; 13 personer mot Leicester City den 7 maj 1921.

## Spelartrupp
| 1  | England   | Ben Hinchliffe | 9 oktober 1988  | AFC Fylde (-16)       |
| 25 | Skottland | Max Metcalfe   | 28 januari 2003 | Stockport County FC   |
| 32 | Irland    | Andrew Wogan   | 1 december 2005 | Drogheda United (-24) |
| 34 | Jamaica   | Corey Addai    | 10 oktober 1997 | Crawley Town (-24)    |

| 2  | Irland   | Corey O'Keeffe  | 5 juni 1998       | Barnsley (-25)            |
| 3  | England  | Owen Dodgson    | 19 mars 2003      | Burnley (-25)             |
| 5  | Nigeria  | Joseph Olowu    | 27 november 1999  | Doncaster Rovers (-25)    |
| 6  | Finland  | Arttu Hoskonen  | 16 april 1997     | Cracovia (-25)            |
| 14 | England  | Tayo Edun       | 14 maj 1998       | Peterborough United (-25) |
| 15 | England  | Ethan Pye       | 27 januari 2003   | Stockport County FC       |
| 16 | England  | Callum Connolly | 23 september 1997 | Blackpool (-24)           |
| 17 | England  | Jay Mingi       | 22 oktober 2000   | Colchester United (-24)   |
| 23 | England  | Danny Andrew    | 23 december 1990  | Cambridge United (-25)    |
| 33 | England  | Brad Hills      | 10 mars 2004      | Norwich City (-25)        |
| 41 | Tyskland | Jid Okeke       | 11 november 2004  | Stockport County FC       |
| 45 | Irland   | Christy Grogan  | 27 oktober 2005   | Stockport County FC       |

| 4  | England    | Lewis Bate     | 29 oktober 2002  | Leeds United (-24)     |
| 8  | Nordirland | Callum Camps   | 30 november 1995 | Fleetwood Town (-22)   |
| 18 | Skottland  | Lewis Fiorini  | 17 maj 2002      | Manchester City (-24)  |
| 21 | England    | Owen Moxon     | 17 januari 1998  | Portsmouth (-25)       |
| 26 | Nordirland | Oliver Norwood | 12 april 1991    | Sheffield United (-24) |
| 27 | England    | Odin Bailey    | 8 december 1999  | Salford City (-24)     |
| 47 | Montserrat | Arian Allen    | 5 september 2007 | Stockport County FC    |
| '  | England    | Nick Powell    | 23 mars 1994     | Stoke City (-23)       |

| 7  | England | Jack Diamond           | 12 januari 2000   | Sunderland (-24)          |
| 9  | England | Nathan Lowe            | 18 september 2005 | Stoke City (-25)          |
| 10 | England | Jayden Fevrier         | 14 april 2003     | Colchester United (-24)   |
| 11 | Jamaica | Malik Mothersille      | 23 oktober 2003   | Peterborough United (-25) |
| 19 | England | Kyle Wootton           | 11 oktober 1996   | Notts County (-22)        |
| 22 | Island  | Benoný Breki Andrésson | 3 augusti 2005    | KR (-25)                  |
| 48 | England | Che Gardner            | 27 oktober 2003   | Stockport County FC       |

Not: Spelare i kursiv stil är inlånade.

### Utlånade spelare
| Nr | Land    | Pos | Namn                                        |
| -- | ------- | --- | ------------------------------------------- |
| —  | England | MF  | Ryan Rydel (i Exeter City till 31 maj 2026) |

| Nr | Land | Pos | Namn |
| -- | ---- | --- | ---- |

## Meriter
- Mästare Division Tre (Norra): 1921/22, 1936/37
- Mästare Division Fyra: 1966/67
- Finalist Autoglass Trophy: 1992, 1993